# Adel Abdelrahman
Pour les articles homonymes, voir Abdelrahman.
Adel Abdelrahman, né le 12 décembre 1967 en Égypte, est un ex-joueur de football international égyptien qui évoluait en tant qu'attaquant reconverti entraineur.

## Biographie
Il a joué pendant sa carrière pour le club du Caire d'Al Ahly SC entre 1988 et 1995.
Il a participé à la Coupe du monde 1990 en Italie, emmené par le sélectionneur Mahmoud Al-Gohary où l'Égypte ne passe pas le 1er tour avec seulement 2 points en 3 matchs, à la suite d'un match nul 1-1 contre les Pays-Bas, un 0-0 contre l'Irlande, et une défaite 1-0 contre l'Angleterre.

## Carrière d'entraineur
- avr. 2015-2015 :  Al-Shabab Riyad
- nov. 2015-déc. 2015 :  Ittihad FC
- 2016-nov. 2016 :  Al-Batin FC
- déc.2016-2017 :  Al Wahda La Mecque
- depuis jan. 2019 :  Smouha SC